# Marcus Gayle
Marcus Gayle (Londra, 27 settembre 1970) è un ex calciatore giamaicano, di ruolo centrocampista.

## Palmarès

### Club

#### Competizioni nazionali
- Third Division: 1

Brentford: 1991-1992